# USAC-Saison 1958
Die USAC-Saison 1958 war die 37. Meisterschaftssaison im US-amerikanischen Formelsport. Sie begann am 30. März in Trenton und endete am 11. November in Phoenix. Tony Bettenhausen sicherte sich nach 1951 zum zweiten Mal den Titel. Dies gelang ihm ohne ein Rennen zu gewinnen.

## Rennergebnisse
| Nr. | Datum         | Veranstaltung (Rennstrecke)                                          | Meilen | Sieger         | Siegerteam           |
| --- | ------------- | -------------------------------------------------------------------- | ------ | -------------- | -------------------- |
| 1   | 30. März      | Trenton 100 (Trenton International Speedway) (O)                     | 100    | Len Sutton     | Kuzma-Offenhauser    |
| 2   | 30. Mai       | International 500 Mile Sweepstakes (Indianapolis Motor Speedway) (O) | 500    | Jimmy Bryan    | Salih-Offenhauser    |
| 3   | 08. Juni      | Rex Mays Classic (The Milwaukee Mile) (O)                            | 100    | Art Bisch      | Kuzma-Offenhauser    |
| 4   | 15. Juni      | Langhorne 100 (Langhorne Speedway) (UO)                              | 100    | Eddie Sachs    | Kuzma-Offenhauser    |
| 5   | 04. Juli      | Atlanta 100 (Lakewood Speedway) (UO)                                 | 100    | Jud Larson     | Watson-Offenhauser   |
| 6   | 16. August    | Springfield 100 (Illinois State Fairgrounds) (UO)                    | 100    | Johnny Thomson | Kuzma-Offenhauser    |
| 7   | 24. August    | Milwaukee 200 (The Milwaukee Mile) (O)                               | 200    | Rodger Ward    | Lesovsky-Offenhauser |
| 8   | 01. September | Ted Horn Memorial (DuQuoin State Fairgrounds) (UO)                   | 100    | Johnny Thomson | Kuzma-Offenhauser    |
| 9   | 06. September | Syracuse 100 (New York State Fairgrounds) (UO)                       | 100    | Johnny Thomson | Kuzma-Offenhauser    |
| 10  | 13. September | Hoosier Hundred (Indiana State Fairgrounds) (UO)                     | 100    | Eddie Sachs    | Kuzma-Offenhauser    |
| 11  | 28. September | Trenton 100 (Trenton International Speedway) (O)                     | 100    | Rodger Ward    | Lesovsky-Offenhauser |
| 12  | 26. Oktober   | Golden State 100 (California State Fairgrounds) (UO)                 | 100    | Johnny Thomson | Kuzma-Offenhauser    |
| 13  | 11. November  | Bobby Ball Memorial (Arizona State Fairgrounds) (UO)                 | 100    | Jud Larson     | Lesovsky-Offenhauser |

- Erklärung: O: Oval, UO: unbefestigtes Oval

## Fahrer-Meisterschaft (Top 10)
| 1. | Tony Bettenhausen | 1830 |
| 2. | George Amick      | 1640 |
| 3. | Johnny Thomson    | 1520 |
| 4. | Jud Larson        | 1250 |
| 5. | Rodger Ward       | 1160 |

| 6.  | Jimmy Bryan | 1000 |
| 7.  | Eddie Sachs | 990  |
| 8.  | Johnny Boyd | 800  |
| 9.  | Don Branson | 790  |
| 10. | A.J. Foyt   | 700  |